# Potrero (California)
Potrero è un census-designated place (CDP) degli Stati Uniti d'America, situato nello stato della California, nella contea di San Diego.